# ساختمان دفتر ثبت اسناد (تبریز)
ساختمان دفتر ثبت اسناد مربوط به دوره پهلوی است و در شهرستان تبریز، بخش مرکزی، میدان ساعت -ابتدای خیابان ارتش جنوبی واقع شده و این اثر در تاریخ ۱۶ اسفند ۱۳۸۴ با شمارهٔ ثبت ۱۴۶۴۴ به‌عنوان یکی از آثار ملی ایران به ثبت رسیده است.